# Joan Daves
Joan Daves (geboren als Lieselotte Davidson, 14. November 1919 in Berlin; gestorben 25. Juni 1997 in Bedford Hills (New York)) war eine US-amerikanische Literaturagentin.

## Leben
Liselotte Davidson war die Tochter eines Bankangestellten. Nach der Machtübergabe an die Nationalsozialisten floh sie Mitte der 1930er Jahre nach Paris, ihr Vater wurde im KZ Auschwitz Opfer des Holocaust. Davidson zog 1938 weiter nach Großbritannien, 1940 gelang ihr die Überfahrt in die USA. Daves arbeitete zunächst als Verlagslektorin für Interscience Publishers und ab 1942 beim Verlag Harper & Row, bei dem sie die Harper's Art Library entwickelte. Sie gründete 1953 mit Marie Rodell eine Literaturagentur und später alleine die Joan Daves Agency. 1962 heiratete sie den Sachbuchautoren Joe (Joachim) H. Kirchberger, ebenfalls ein Berliner Emigrant.
Sie gewann Reputation in dem Geschäft, begann 1957 für Martin Luther King Jr. an dessen erstem Buch Stride Toward Freedom: The Montgomery Story zu arbeiten und wurde dessen alleinige Agentin. 1964 begleitete sie King auf der Reise nach Europa, als dieser den Friedensnobelpreis erhielt. Auch nach dessen gewaltsamem Tod verwaltete sie die Rechte an Kings Werken.
Sie vertrat auf dem US-amerikanischen Markt die schwierige Geschäft mit den nichtanglophonen europäischen Autoren, darunter die Literaturnobelpreisträger Isaac Babel, Heinrich Böll, Elias Canetti, Hermann Hesse, Gabriela Mistral, Nelly Sachs. Sie machte die tschechischen Dissidenten Vaclav Havel, Pavel Kohout und Ivan Klima in den USA bekannt und hatte Autoren wie Rachel Carson, Frank O’Connor, Gustav Regler und Willy Brandt auf ihrer Liste.